# 人口過多
人口過多（じんこうかた）とは、人口収容力、人口涵養力に対し人口が多過ぎる状態のこと。住宅や社会サービス、食料などさまざまな基準において多過ぎるかどうかが問題となる。面積を基準にして人口が多過ぎる場合は人口過密とも言う。

## 概要
人口爆発などで人口問題が社会化してきた頃から頻繁に使われるようになった言葉である。
人口過多は世界各地で様々な形で問題になってきた。先進諸国でも工業化が進展し始めて間もない頃から人口が急増し、様々な問題が噴出した。

## 問題点
様々な「不足」に由来する問題が発生する。
- 住宅の絶対数が不足するため貧民が集中した場合スラム街を形成することもある。
- 人口に見合った雇用がない場合、失業が増加する。
- 食糧生産が需要を満たせず、価格高騰や偶発的な飢餓発生などが起きる。
- 大気汚染・水質汚染などの環境問題を引き起こすこともある。これは「良好な環境」の不足でもある。
- 常に最低限の生活水準を満たす経済となり、投資が過少となることで経済成長が抑制される。
- 常に最低限の生活水準を満たす経済となり、教育や医療へ振り向ける余力が無くなりそれらが不足する。
- 農業国である場合、耕地などが不足し連作や森林伐採などにより持続可能性を喪失する。
- 再生可能な資源でも消費が多すぎるため枯渇する。

## 地域ごとの状況

### 日本
日本の人口は江戸時代には2600万人程度だったとされる。江戸時代に人口がこの水準に留まっていたのは貧しい農民たちが間引き（子殺し）を行っていたことが原因だった。
開国後に日本の人口の急増が始まった。1872年（明治5年）の段階では3480万人だった日本の人口は1912年（明治45年）に5000万人を突破し、1936年（昭和11年）には6925万人に達していた。これは間引きが罰せられるようになったことで大家族の家庭が多くなったのに加え、明治以降の保健・医療など公衆衛生水準の向上、農業生産力の増大、工業化による経済発展に伴う国民の所得水準の向上と生活の安定などの要因により発生した人口爆発だった。
第二次世界大戦の社会的経済的混乱を経て、1947年から1949年に第一次ベビーブームを迎え、また外地からの引き揚げも加わって人口増加率は年率2%を超えた。1948年（昭和23年）に人口8000万人だったのが、1956年（昭和31年）には9000万人、1967年（昭和42年）に1億人を超えた。当時において日本は中国、インド、アメリカ、ソ連、インドネシア、パキスタンに次ぐ第7位の人口を有する国となった。100年の間に総人口が3倍に増えた計算となる。1971年から1974年の間、第一次ベビーブーム世代の結婚・出産に伴う第二次ベビーブームが発生。しかし戦後は優生保護法（現母体保護法）による人工中絶が認められたことなどもあって、出生率は全体的には低下傾向へ向かった。そのため2008年の1億2808万人をピークとして人口減少時代に入り、少子高齢化が社会問題化している。

### アメリカ合衆国
合衆国は、広大な領土を背景にむしろ人口過少の状況から始まった。欧州から膨大な移民を受け入れ西方へ領土を拡大した。現在でも人口は増加しているものの、広大な領土に人口が分散している上、経済的にも豊かで人口過多ではない。

### ヨーロッパ諸国
欧州では、中世末期から農業革命などの食糧増産を背景に人口増加が始まり、産業革命による工業化がそれに拍車を掛けた。欧州人口の膨張はアメリカへの移民や拡張的な対外政策へつながり、世界へ大きな影響を与えた。20世紀前半には人口急増はほぼ収まり、21世紀に入るとドイツやイタリアなど、いくつかの国では人口の自然減少が始まっている。

### 発展途上国
途上国でも、アフリカやアジアの国々を中心に人口が急増し、人口過多となっている。経済的に豊かでない国の場合、雇用や社会サービスなどあらゆるものが不足しており、社会不安の原因となっている。また、新興工業国でも、医療や教育などのサービス供給が不足している。雇用の不足している国では過剰な労働力が先進国へ出稼ぎに出ている場合もあるが、先進国との経済格差から専門教育を受けた労働力まで国外に流出し、医師・教師不足に拍車をかけている場合がしばしばである。

## 対策
人口過多への対策には次のようなものがある。
- 産児制限

初期の医療発達により乳幼児の生存率が高まっても、出生に関する社会的観念はすぐに変化しないため、人口の急増が始まる。このため、政府などが主導し出生数を減らすよう政策を打つ。これにより人口過多へ陥る事を防ぐ。有名な政策には中国の一人っ子政策がある。すでに人口過多へ陥っていた中国においては、より効果の高い産児制限が必要になったため一人っ子政策が採られた。このため中国においては人口構成に歪みが生じる結果となっている。
- 移民

国内の過剰な人口が国外へ移民する。人口過多の国から人口過少の国へ移民することで、状況が改善される。アイルランドでは食糧生産の悪化により人口過多に陥り、アメリカへの移民が急増した。
- 積極的な不足の解消

不足が人口過多の問題の要所であるため、不足しているものを増やすことで解消する。例えば、緑の革命により農業の生産性が大幅に向上し、多くの国で食料不足が解消された。